# Isla de los Leones
Isla de los Leones är en ö i Argentina.   Den ligger i provinsen Santa Cruz, i den södra delen av landet, 1 600 km söder om huvudstaden Buenos Aires.
Omgivningarna runt Isla de los Leones är i huvudsak ett öppet busklandskap. Trakten runt Isla de los Leones är nära nog obefolkad, med mindre än två invånare per kvadratkilometer.